# 崇明州
崇明州，元朝时设置的州。
至元十四年（1277年）置，治所在今上海市崇明區东北。属扬州路。因受风涛侵扰，屡有迁徙。明朝洪武二年（1369年），降为崇明县。